# CAMS 36
Il CAMS 36 era un idrocorsa (idrovolante da competizione) "a scafo" realizzato dalla ditta francese Chantiers Aéro-Maritimes de la Seine (CAMS). Destinato all'edizione del 1922 della Coppa Schneider, non vi prese parte per mancanza di fondi . Un'evoluzione, denominata CAMS 36bis venne iscritta alla Coppa dell'anno successivo, ma il velivolo rimase danneggiato prima della partenza.

## Primati
Il 2 febbraio 1924, ai comandi del pilota francese Marcel Hurel, conquistò l'allora primato d'altezza raggiungendo i 6 368 m di quota.

### Pubblicazioni
- (FR) Gérard Hartmann, Les hydravions CAMS (PDF), in Flying Boats of the World, http://www.msacomputer.com/FlyingBoats-old/. URL consultato il 10 maggio 2014 (archiviato dall'url originale il 5 febbraio 2018).